# Hoplitis tenuiserrata
Hoplitis tenuiserrata är en biart som först beskrevs av Raymond Benoist 1950.  Hoplitis tenuiserrata ingår i släktet gnagbin, och familjen buksamlarbin. Inga underarter finns listade i Catalogue of Life.